# جیلدا بوتا
جیلدا بوتا (ایتالیایی: Gilda Buttà؛ زادهٔ ۲۹ ژوئیه ۱۹۵۹) یک نوازندهٔ پیانو اهل ایتالیاست.

## زندگی‌نامه
او نوازندگی پیانو را در «هنرستان موسیقی جوزپه وردی» در میلان آموخت و در سال ۱۹۷۶ میلادی برندهٔ «جایزهٔ فرانتز لیست» شد و بلافاصله به عنوان نوازندهٔ پیانو در کنسرت‌ها شروع به کار کرد.
او در ساختِ چندین موسیقی فیلم سهیم بوده است که یکی از مهمترین آنها، همکاری با آهنگساز برجستهٔ ایتالیایی و برنده جایزه اسکار، «انیو موریکونه» در فیلم «افسانه ۱۹۰۰» (به کارگردانی جوزپه تورناتوره) بود.
او برای مدت کوتاهی، همسر نوازندهٔ پیانوی جاز، میشل پتروچیانی بود.